# Batalha de Niså
Batalha de Niså (Slaget ved Niså) foi uma batalha naval travada em 9 de agosto de 1062 entre as forças do rei norueguês Haroldo Hardrada e rei Sueno II da Dinamarca. Haroldo reivindicava o trono dinamarquês desde 1047, e lançou ataques na Dinamarca desde então. Com sua invasão em 1062, queria decisivamente derrotar os danos, e, assim, finalmente ser capaz de conquistar o país. A batalha foi ganha claramente pelos noruegueses, mas como muitos danos conseguiram escapar, incluindo Sueno, revelou-se indecisa na tentativa de Haroldo em conquistar a Dinamarca.

## Antecedentes
Quando Haroldo tornou-se o único rei da Noruega em 1047, também reivindicou o trono dinamarquês, apesar de que o seu antecessor e co-regente Magno, o Bom (rei da Noruega e Dinamarca) designou Sueno Estridsen como seu sucessor na Dinamarca. Desde 1048, lançou ataques na Dinamarca quase que anualmente, na tentativa de forçar Sueno a sair do país. Embora os ataques foram bem sucedidos, nunca conseguiu ocupar a Dinamarca. Com a invasão, em 1062, procurou obter uma vitória decisiva sobre a Suécia.

## A batalha
De acordo com o escritor de sagas islandês Snorri Sturluson, a batalha tinha sido pré-atribuída com horário e lugar, mas Sueno não apareceu como combinado. Assim, Haroldo enviou para casa seus navios e soldados não profissionais, o "exército camponês" (bóndaherrin), o que reduziu suas forças pela metade. Quando os navios estavam fora de vista, Sueno finalmente apareceu e engajou as frotas do norueguês. Com o seu próprio navio assim chamado drekanum no meio, Haroldo fixou seus navios em conjunto, a fim de evitar falhas na linha. Colocou o conde Haakon Ivarsson e suas forças de Trøndelag nos flancos. O rei dinamarquês usou a mesma tática, mas de modo diferente
Haroldo tinha o seu próprio conde Finn Arnesson colocado bem próximo de si mesmo, em vez de nos flancos. A batalha começar ao anoitecer, e durou toda a noite.
Os dois lados ficaram equilibrados por um longo tempo na batalha, até Haakon desacoplar seus navios dos flancos e começar a atacar os navios dinamarqueses enfraquecidos nos flancos. Sueno não tinha nenhuma força de reserva análoga, e sua frota foi derrotada pela madrugada, com 70 navios "vazios" e o restante em retirada. Enquanto Finn Arnesson lutou até ser foi capturado, o rei dinamarquês pulou na água e foi resgatado por seu antigo aliado Haakon (embora sem saber para Haroldo). Haakon foi universalmente reconhecido após a batalha, inclusive por Haroldo, como o herói da batalha, mas quando sua traição em resgatar Sueno foi descoberta ele caiu em desgraça (embora alegou que Sueno estivera disfarçado, e que não tinha reconhecido que era ele).

## Resultado
Embora Haroldo ganhou a batalha, a vitória não foi decisiva uma vez que muitos navios e homens dinamarqueses conseguiram escapar, incluindo o rei. O 
tecido econômico e social da Dinamarca tinham sido destruído pelas incursões anuais, mas a longa guerra também cobrou seu preço na Noruega. Após a batalha de Niså, o líder norueguês teve problemas com coleta de impostos nos Planaltos, e provavelmente também em outras regiões. Em 1064, Haroldo finalmente ofereceu paz incondicional a Sueno, sem reparação ou perda de terra, e os dois reis concordaram com a reconciliação.